# منچستر (ورمانت)
منچستر، ورمانت (به انگلیسی: Manchester) یک منطقهٔ مسکونی در ایالات متحده آمریکا است که در شهرستان بنینگتن، ورمانت واقع شده‌است.

## خصوصیات
منچستر ۱۰۹٫۴ کیلومترمربع مساحت و ۴٬۳۹۱ نفر جمعیت دارد و ۲۸۱ متر بالاتر از سطح دریا واقع شده‌است.